# Hector International Airport
Hector International Airport is de luchthaven van de Amerikaanse stad Fargo (North Dakota). Ze ligt op het grondgebied van de stad, een zestal kilometer ten noorden van het centrum. Het is de grootste luchthaven in de staat North Dakota en bedient de agglomeratie Fargo-Moorhead en het omringende gebied in het oosten van North Dakota en het noordwesten van Minnesota.
De luchthaven is bereikbaar via Interstate 29, die ten westen van het vliegveld ligt. Net ten zuiden van het vliegveld bevindt zich de North Dakota State University. 
Een gedeelte van de luchthaven is de basis van de 119th Wing van de Air National Guard van North Dakota, de "Happy Hooligans", met C-21A Learjets (de militaire versie van de Learjet 35)  en onbemande MQ-1 Predators.
Op de luchthaven is er ook een vliegtuigmuseum, het Fargo Air Museum met verschillende historische vliegtuigen waarvan de meeste vliegwaardig zijn.
Deze luchthaven was de bestemming van het vliegtuig waarmee Buddy Holly, Ritchie Valens en The Big Bopper verongelukten in februari 1959.

## Geschiedenis
De geschiedenis van de luchthaven gaat terug tot 1927, toen Martin Hector een terrein verhuurde aan de stad Fargo. In 1931 schonk Hector het terrein aan de stad, dat Hector Field werd gedoopt. 
In 1953 werd een nieuwe terminal in gebruik genomen, en de naam werd veranderd in Hector Airport. In 1982 werd dit Hector International Airport, nadat de douane een kantoor had geopend in de luchthaven. In 1986 werd de huidige terminal gebouwd aan de westzijde van het terrein, die in 2008 werd vergroot. Er waren dan vijf aviobruggen.

## Trafiek
Lijnvluchten naar elf binnenlandse bestemmingen werden in 2013 uitgevoerd door Delta Airlines, United Express, Allegiant Air, Frontier Airlines en American Eagle. Er werden 797.000 passagiers verwerkt, een stijging met 9,4% ten opzichte van 2012. Er waren 7377 vluchten vanop de luchthaven, gemiddeld 21 per dag.